# Lamure-sur-Azergues
Lamure-sur-Azergues este o comună în departamentul Rhône din sud-estul Franței. În 2009 avea o populație de 1.052 de locuitori.

## Evoluția populației
| An        | 1975 | 1982 | 1990 | 1999 | 2006  | 2009  |
| --------- | ---- | ---- | ---- | ---- | ----- | ----- |
| Populație | 826  | 799  | 782  | 871  | 1.034 | 1.052 |